# Heraclides de Magnèsia
Heraclides de Magnèsia (llatí: Heracleides, en grec antic: Ἡρακλείδης) fou un historiador grec nadiu de Magnèsia, a l'Àsia Menor, que va escriure una obra sobre la vida de Mitridates VI Eupator, que s'ha perdut i que esmenta Diògenes Laerci. Va viure probablement al segle i aC.